# Dimitar Milanov
Dimitar Milanov Stoyanov (Sófia, 18 de outubro de 1928 - 1995) foi um futebolista e treinador búlgaro, medalhista olímpico. 

## Carreira
Dimitar Milanov Stoyanov fez parte do elenco medalha de bronze, nos Jogos Olímpicos de 1956, como jogador.